# Krępa (Lublin)
Pour les articles homonymes, voir Krępa.
Krępa (prononciation : [ˈkrɛmpa]) est un village polonais de la gmina de Jeziorzany dans le powiat de Lubartów de la voïvodie de Lublin dans l'est de la Pologne.
Il se situe à environ 6 kilomètres au nord-est de Jeziorzany (siège du powiat), 27 kilomètres au nord-ouest de Lubartów (siège du powiat) et 46 kilomètres au nord de Lublin (capitale de la voïvodie).

## Histoire
De 1975 à 1998, le village est attaché administrativement à l'ancienne Voïvodie de Lublin.

Depuis 1999, il fait partie de la nouvelle voïvodie de Lublin.